# 鐳射大砲
鐳射大砲（日语：ガンキャノン，RX-77 GUNCANNON），香港譯名為鐳射大砲，是日本動畫片《機動戰士鋼彈》系列中出現的一種虛構兵器，陸戰中距离炮擊支援用機動戰士。
由于夏亚对SIDE7殖民衛星的襲擊導致原本有多架的鐳射大砲原型只剩一架RX-77-2存活，随后進入白色基地，成為配角機體之一活躍。

## 概論
設計來自大河原邦男和高達的原型突擊機動兵一同被設計出來的機動重炮兵，而出現了成熟的鐳射大砲原型，所使用的装甲和高达一样，同样都是月神钛合金也同樣有核戰機構造，雖然是人型但裝甲厚度超過高達但不用盾牌。机体两肩各装240mm低后座力加農炮，頭部和高達一樣有兩門60mm加特林機關炮，主要手持武器是較高達長大的狙擊光束步槍。可是不設有可以放光劍的插頭也預期不會使用高達的流星錘，但實際表現仍然相當靈活的，只是比高達或吉姆遜色，實際上多度徒手打敗過自護方的機動戰士。全機高約17.5米。
白色基地所配機的駕駛為凱·西汀，当受到吉翁军突袭时逃上船之后因人手不足而被征调。
鐳射大砲後續有一些升級機型，而在不同的宇宙系列的鐳射大砲都不同的，有時會叫吉姆加農。如早期的只在模型和《機動戰士Z GUNDAM》早期的吉姆加農，《機動戰士GUNDAM 0083：Stardust Memory》吉姆加農型Ⅱ像直接在原版上改用光束炮，《機動戰士GUNDAM THE ORIGIN》的低價型鐳射大砲被當作雜兵機用，《機動戰士Gundam GQuuuuuuX》的輕加農便代替了RGM-79系列機動戰士吉姆的定位，擁有類似《機甲戰記威龍》主角機量產型青龍的僅一支肩上大炮，反而自護方做出類似吉姆的機體但叫做紅勇士MS14。
而在非宇宙世紀系列它會被用其他系列本身的中距炮戰專用高達代替其作用，如《新機動戰記GUNDAMW》的重武裝高達或《機動戰士GUNDAMSEED》的暴風高達等。
但唯一以炮戰機為主角的只有《機動新世紀GUNDAMX》，但嚴格衛星加農炮是戰略兵器，定位可能類似防空導彈或空對空導彈上使用核彈頭，而同作的炮兵高達是班豹高達。